# نامی اوتاکه
نامی اوتاکه (ژاپنی: 大竹 七未؛ زادهٔ ۳۰ ژوئیهٔ ۱۹۷۴) بازیکن فوتبال اهل ژاپن و عضو تیم ملی فوتبال زنان ژاپن است که در تاریخ ۲۰ اوت ۱۹۹۴ میلادی اولین بازی ملی‌اش را انجام داد. او در ۴۶ بازی ملی حضور داشت و آخرین بازی ملی خود را در تاریخ ۲۱ نوامبر ۱۹۹۹ میلادی انجام داد. نامی اوتاکه در بازی‌های ملی‌اش
۲۹ گل به ثمر رساند.